# توم مختلس النظر (فلم 1960)
توم مختلس النظر (بالإنجليزية: Peeping Tom) فيلم رعب نفسي بريطاني لعام 1960 من إخراج مايكل باول، وكتبه ليو ماركس، وبطولة كارل بوهم وآنا ماسي ومويرا شيرر. يدور الفيلم حول قاتل متسلسل يقتل النساء أثناء استخدام كاميرا محمولة لتسجيل تعبيرات الرعب التي يسببها. عنوانها مشتق من التعبير العامي 'Peeping Tom' الذي يصف المتلصص.
كان لموضوع الفيلم المثير للجدل واستقباله القاسي للغاية من النقاد تأثير سلبي شديد على مهنة باول كمخرج في المملكة المتحدة، ومع ذلك، فقد خلق طائفة من الأتباع لهذا النوع من الأفلام، وفي السنوات اللاحقة، تمت إعادة تقييمه ويعتبر الآن على نطاق واسع تحفة فنية، وسابقة لأفلام التقطيع المعاصرة (نوع يتفرع من أفلام الرعب يتضمن مطاردة قاتل مضطرب عقلياً لسلسلة من الضحايا وقتلهم بطريقة عنيفة بوضوح، وغالباً بأداة حادة مثل السكين). صنف معهد الفيلم البريطاني هذا الفيلم رقم 78 في قائمة أعظم الأفلام البريطانية على الإطلاق، وفي عام 2017 أظهر إستطلاع رأي شمل 150 ممثلًا ومخرجًا وكاتبًا ومنتجيًا ونقادًا لمجلة تايم أوت أنه إحتل المرتبة 27 كأفضل فيلم بريطاني على الإطلاق. كتب الموسيقي بريان إيسدال وأداها اوركسترا العبقري الأسترالي جوردون واتسون.

## طاقم التمثيل
كارهاينز (كارل) بويم: في دور مارك لويس
آنا ماسي: في دور هيلين ستيفنز
مويرا شيرر: في دور فيفيان
ماكسين أودلي: في دور السيدة ستيفنز
بريندا بروس: في دور دورا
مايلز ماليسون: في دور عميل نبيل مسن
إزموند نايت: في دور آرثر بادن
مارتن ميلر: في دور دكتور روزان
مايكل جودليف: في دور دون جارفيس
جاك واتسون: في دور جريج (رئيس المفتشين)
نايجل دافنبورت: في دور الرقيب ميلر
شيرلي آن فيلد: في دور ديان أشلي
باميلا جرين: في دور ميلي (الموديل)
مايكل باول: في دور لويس
كولومبا باول: في دور الشاب مارك لويس
جون بارارد: في دور رجل صغير
كورنيليا فرانسيس: في دور فتاة في سيارة رياضية تغادر الإستوديو
سوزان ترافرز: في دور لورين (الموديل)

## أحداث الفيلم
يلتقى مارك لويس في لندن بفتاة الليل دورا، ويقوم بتصويرها سرا بكاميرا مخبأة تحت معطفه. يظهر المشهد من خلال عدسة الكاميرا وهو يتتبع المرأة في شقتها ويقتلها، ثم يشاهد الفيلم الذي تم تصويره في بيته لاحقًا. في صباح اليوم التالي، يصور لويس قيام الشرطة بإخراج جثة دورا من منزلها وهو ينتحل صفة مراسل صحفي. لويس عضو في طاقم تصوير سينمائي، يطمح في أن يصبح صانع أفلام بنفسه، كما أنه يعمل بدوام جزئي في تصوير صور إباحية لنساء تُباع سرا، إنه شاب خجول منعزل بالكاد يختلط بالآخرين خارج مكان عمله، ويعيش في منزل والده الراحل. هيلين ستيفنز، شابة لطيفة تعيش مع والدتها العمياء في الشقة الواقعة أسفل منزل لويس، وهي تصادقه بدافع الفضول بعد إكتشافها، انه يتجسس عليها في حفل عيد ميلادها الحادي والعشرين.
يكشف مارك لويس لجارته هيلين من خلال الأفلام المنزلية التي التقطها والده، أنه عندما كان طفلاً، كان والده يستخدمه كحيوان تجارب لتجاربه النفسية حول الخوف والجهاز العصبي. كان والد مارك يدرس رد فعل ابنه على المنبهات المختلفة، كما حدث عندما دس السحالي في سريره، وكان يصور الصبي في جميع أنواع المواقف، حتى أنه يذهب إلى حد تسجيل ردود أفعال إبنه وهو جالس مع والدته على فراش الموت. لقد أبقى إبنه تحت المراقبة المستمرة وحتى أنه قام بتوصيل جميع الغرف بالأسلاك حتى يتمكن من التجسس عليه، وعززت دراسات والد مارك سمعته كطبيب نفساني مشهور.
يتفق لويس مع الشابة فيفيان على تصويرها بعد إغلاق الإستوديو، ولكنه يقتلها ويضع الجثة في صندوق. تربط الشرطة بين جريمتي القتل وتلاحظ أن كل ضحية ماتت وعلى وجهها نظرة رعب. يقوم رجال الشرطة بإستجواب كل شخص في المجموعة، بما في ذلك مارك لويس، الذي يحافظ دائمًا على تشغيل الكاميرا، مدعيا أنه يصنع فيلمًا وثائقيًا. تخرج هيلين لتناول العشاء مع مارك، وهي تحاول إقناعه بترك الكاميرا لمرة واحدة. تلاحظ والدتها، السيدة ستيفنز العمياء، غرابة سلوك لويس، مدركة كم مرة ينظر مارك عبر نافذة هيلين. تنتظر السيدة ستيفنز عودة لويس لشقة، بعد قضاء أمسية مع ابنتها، ويشعر بمدى إنزعاجها، ويؤكد لها إنه لن يصور هيلين أو يصورها أبدًا. تستمر هيلين في فضولها بشأن أفلام مارك، ويكشف مارك إنه يصنع الأفلام حتى يتمكن من التقاط خوف ضحاياه، لقد وضع مرآة مستديرة فوق كاميرته حتى يتمكن من التقاط ردود أفعال ضحاياه وهم يرون وفاتهم الوشيكة، وذات مرة يوجه سكين نحو حلق هيلين لكنه يرفض قتلها، وتصل الشرطة ويدرك مارك أنه محاصر، كما خطط منذ البداية، يقوم بطعن نفسه بالسكين مع تشغيل الكاميرا، مما يوفر النهاية لفيلمه الوثائقي، وتظهر في اللقطة الأخيرة هيلين وهي تبكي على جثتة، بينما تدخل الشرطة إلى الغرفة.

## صدور الفيلم
عرض الفيلم لأول مرة في لندن في 7 أبريل 1960. غالبًا ما يُعتبر جزءًا من ثلاثية أفلام سادية مع فيلم عام 1959 «أهوال المتحف الأسود Horrors of the Black Museum»، وفيلم 1960 «سيرك الرعب Circus of Horrors». كانت للأفلام الثلاثة شركات إنتاج مختلفة ولكن الموزع كان واحدًا. الثلاثة أفلام مرتبطون من خلال مواضيعهم المتمثلة في التلصص والتشويه والشخصيات السادية.

## الفيلم والرقابة
عرض الفيلم لأول مرة في إيطاليا في عام 1960، وصنفته لجنة المراجعة المسرحية التابعة لوزارة التراث الثقافي والأنشطة الإيطالية على أنه غير مناسب للأطفال دون سن 16 عامًا. سبب تقييد العمر، وحسب المذكور في الوثائق الرسمية، هو: القصة صادمة والعديد من المشاهد غير مناسبة للقصر، وللتصريح بعرض الفيلم للجمهور، فرضت اللجنة إزالة المشاهد التي تظهر بها ممثلات عاريات. من الجدير بالذكر أن الفيلم تم حظره في فنلندا حتى عام 1981.

## استقبال الفيلم
اعتبره الجميع فيلمًا مثيرًا للجدل عند صدوره الأولي نظرًا للعنف ومحتواه الجنسي المثير للجدل، وكان رد الفعل العنيف على الفيلم عاملاً رئيسياً في إنهاء مهنة باول كمخرج في المملكة المتحدة. ذكر الممثل كارهاينز بويم الذي لعب دور البطولة، أنه بعد العرض الأول للفيلم، لم يتقدم أحد من الجمهور لمصافحته أو مصافحة المخرج مايكل باول كما يحدث عادة. إقترح ديريك هيل، كاتب من صحيفة تريبيون إن «الطريقة الوحيدة المرضية حقًا للتخلص من الفيلم هي إلقائه بسرعة في أقرب مجاري». كتب لين موسلي لصحيفة ديلي إكسبريس إن الفيلم كان أكثر إزعاجًا وإحباطًا من مستعمرات الجذام في شرق باكستان، والشوارع الخلفية لبومباي ومزاريب كلكتا. كتبت كارولين ليجون من صحيفة الاوبزيرفر: «لقد مر وقت طويل منذ أن أثار فيلم اشمئزازي مثل هذا الفيلم»، وإعتبرته في النهاية «فيلمًا وحشيًا».

## آراء النقاد
أصبح فيلم «توم مختلس النظر» يمثل نوعًا مستحدثًا من الأفلام، ولهذا النوع مريدين ومتابعين، وتطلق كلمة (كالت) على استحداث منهج جديد له متابعين، وهذا ما صنعه هذا الفيلم في السنوات التي أعقبت إصداره الأول، ومنذ السبعينيات حصل الفيلم على إعادة تقييم نقدي. أشار المخرج باول بأسف في سيرته الذاتية: «لقد صنعت فيلمًا لا يرغب أحد في مشاهدته، وبعد ثلاثين عامًا، شاهده الجميع أو أراد مشاهدته». يمكن العثور على سرد لإعادة تقييم الفيلم بشكل كبير في كتاب (سكورسيزي على سكورسيزي)، حيث يذكر المخرج الأمريكي مارتن سكورسيزي أنه سمع لأول مرة عن الفيلم وهو طالب سينما في أوائل الستينيات، وصدر عرض الفيلم في دار عرض واحدة فقط بمنطقة مهملة في نيويورك، وكانت النسخة يملؤها الحذف، لكنه سرعان ما أصبح محط إعجاب جيل سكورسيزي، ويذكر أيضا إن الفيلم بهذا الشكل المشوه أثر على فيلم تسجيلي تحت عنوان «مذكرات ديفيد هولزمان»، للكاتب والمخرج جيم ماكبرايد. شاهد سكورسيزي بنفسه الفيلم لأول مرة في عام 1970 من خلال صديق يمتلك نسخة ملونة 35 ملم لم يحذف منها شيء، وفي عام 1978، قررت شركة التوزيع «أفلام كورنث» إعادة إصدار الفيلم بشكل أوسع. كتب فينسينت كانبي عن الفيلم في صحيفة نيويورك تايمز عام 1979: "عندما صدر فيلم «توم مختلس النظر» لمايكل باول في إنجلترا، عام 1960، إنتفض النقاد لإدانته لأسباب أخلاقية. كتب أحد النقاد: "إنه رائحة كريهة«، ورأى شخص آخر أنه يجب التخلص منه في مياه الصرف الصحي، ورفض ثالث ذلك بغطرسة ووصفه بأنه» هراء منحرف«، لا يوجد شيء أكثر غضبًا من الناقد عندما يكون غاضبًا بأمان، أخشى أن إعادة اكتشاف الفيلم يخبرنا عن البدع في نقد الأفلام أكثر مما يخبرنا عن الفن. فقط الشخص المهووس بجنون بكونه أول من يشيد بالكاتب الجديد، والذي يفعل ذلك لجذب الانتباه إلى نفسه، يمكنه قضاء الوقت اللازم للعثور على العبقرية في الأعمال غير المتعارف عليها للسيد باول».
حصل الفيلم على تقييم 96٪، بناءً على 48 تقييمًا في موقع الطماطم الفاسدة المختص بتجميع آراء النقاد.

## وصلات خارجية
مقالات تستعمل روابط فنية بلا صلة مع ويكي بيانات